# Dorothy Adams
Dorothy Adams, född 8 januari 1900 i Hannah, North Dakota, död 16 mars 1988 i Woodland Hills, Kalifornien, var en amerikansk skådespelare inom teater, film och television. Hon medverkade i småroller i många Hollywoodfilmer från 1931 och gjorde sin sista filmroll 1975. Under 1950-talet och 1960-talet anlitades hon som gästskådespelare i flera TV-serier. Adams var gift med skådespelaren Byron Foulger.

## Filmografi (i urval)
- 1939 – Ungkarlsmamman (ej krediterad)
- 1939 – Kvinnorna (ej krediterad)
- 1939 – Ninotchka (ej krediterad)
- 1939 – Mannen från andra sidan (ej krediterad)
- 1941 – Farlig kvinna
- 1941 – Skogarnas dotter
- 1941 – Som man bäddar...
- 1941 – Affectionately Yours (ej krediterad)
- 1941 – Första gången jag såg dej... (ej krediterad)
- 1941 – Kärlekens bakgata (ej krediterad)
- 1942 – Kvinnohjärtan på villovägar (ej krediterad)
- 1943 – Vi hälsa livet
- 1944 – Genom eld och vatten (ej krediterad)
- 1944 – Laura (ej krediterad)
- 1944 – Osynliga länkar (ej krediterad)
- 1945 – Fallen ängel (ej krediterad)
- 1946 – De bästa åren
- 1948 – Livat på vischan
- 1950 – Full likvid (ej krediterad)
- 1950 – Pappa i trotsåldern (ej krediterad)
- 1952 – Solnedgång
- 1954 – Sex i elden (ej krediterad)
- 1956 – Spelet är förlorat
- 1956 – Mannen i den grå kostymen (ej krediterad)
- 1956 – Angeläget ärende
- 1957 – 3:10 till Yuma (ej krediterad)
- 1957 – Allt om kärlek (ej krediterad)
- 1958 – Det stora landet
- 1960 – Lycksökaren (ej krediterad)